# Bebenhäuser Pfleghof (Tübingen)

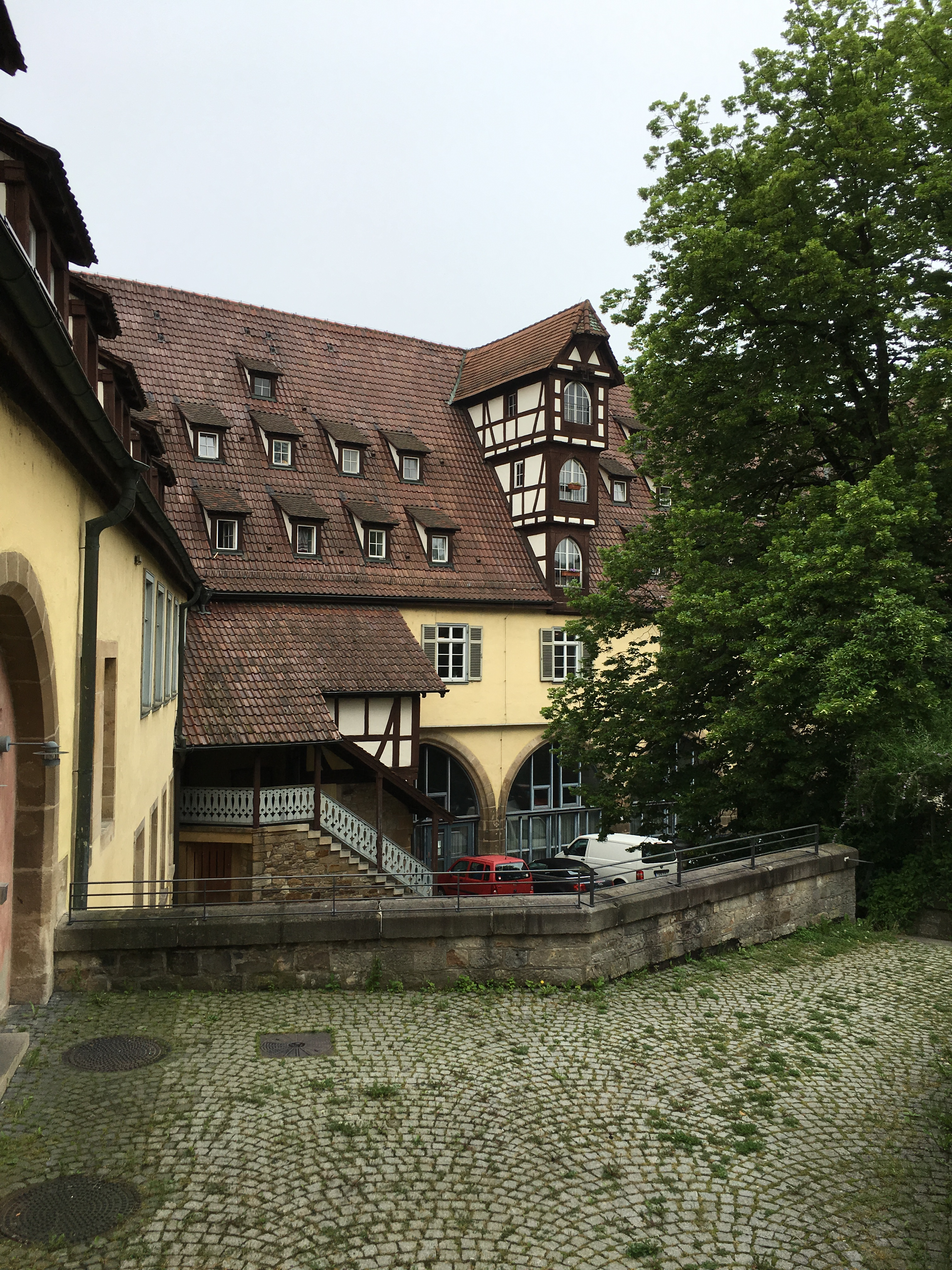
Innenhofansicht des Bebenhäuser Pfleghofs

Der Bebenhäuser Pfleghof in Tübingen ist einer der Wirtschaftshöfe des Klosters Bebenhausen. Der Bau wurde 1342 errichtet. 1492 kam es zum Neubau. Am 20. Oktober 1492 weihte der Konstanzer Weihbischof und Generalvikar die im Pfleghof befindliche Kapelle. Der hier beschriebene Pfleghof ist einer von vier Pfleghöfen, die das Kloster Bebenhausen wohl seit 1320 in Tübingen besaß.
Der Pfleghof wird heute zu mehreren Zwecken genutzt. In ihm befinden sich das Musikwissenschaftliche Institut und das Museum (MUT) der Universität, ein Studentenwohnheim des Studentenwerks Tübingen-Hohenheim, eine Kindertagesstätte und der Polizeiposten Tübingen-Innenstadt.

## Lage und Umgebung
Der Pfleghof liegt in der historischen Altstadt und heutigem Zentrum Tübingens. Er grenzt dabei im Osten an die ehemalige Stadtmauer und liegt westlich der Stiftskirche. Er ist von mehreren historischen Gebäuden umgeben, die heute Zahlreiche Läden und Einkaufsmöglichkeiten bieten.
Koordinaten: 48° 31′ 13,7″ N, 9° 3′ 26,2″ O

## Architektur

### Konstruktion und Daten
Der Ursprungsbau entstand im Jahr 1342.
Beim Pfleghof handelt es sich um eine Dreiflügelanlage mit nach Südwesten ausgerichteter Schauseite. Die heutige Anlage ist mehrstöckig und besitzt ausgedehnte Hallen im Erdgeschoss. Das Bauwerk, in seinem jetzigen Zustand ist zwischen 1492 und 1501 über älteren Bebauungsresten des 11. bis 14. Jahrhunderts errichtet worden. In der südwestlichen, stumpfwinkligen Ecke ist eine Kapelle eingefügt. Diese gleicht im Grundriss einem Parallelogramm. Die Kapelle besitzt reich profilierte Maßwerkfenster und ein engmaschiges, spätgotisches Netzgewölbe mit Schlusssteinen. Diese sind plastisch ausgestaltet, sie tragen ornamental gefasste Blumen-, als auch figürliche Motive. In den Schlusssteinen sind die Symbole der vier Evangelisten gekennzeichnet. Im westlichen Schlussstein verewigte sich der Bursierer Bartholomäus Heubach in der Person seines Namenspatrons, dem Apostel Bartholomäus. Letzterer ist an seinem Attribut, einem Marterwerkzeug zu erkennen. Auf dem östlichen Schlussstein ist Maria mit ihrem Kind abgebildet. Unter diesem Schlussstein stand früher der Altar, der nicht mehr vorhanden ist. Zwei Schlusssteine flankierten den Altar, die die Wappen der Stadt Tübingen und des Grafen von Württemberg zeigen. Ein weiterer Wappenstein trägt das Zeichen des Meistersteinmetzen. Auch die anderen Künstler haben sich mit ihren Zeichen an ihren einzelnen Arbeiten verewigt.

## Entstehungsgeschichte
Bauherr des 1492 begonnenen Neubaus war der Abt Bernhard von Magstadt.

## Geschichte

### Mittelalter und Frühe Neuzeit
Der beschriebene Pfleghof ist einer von vier Pfleghöfen, die das Kloster höchstwahrscheinlich seit 1320 in Tübingen besaß. Bereits im Jahr 1293 hatte der Pfalzgraf Eberhard von Tübingen, genannt der Scheerer, seinen Fronhof, welcher sich an der Stelle der heutigen Münzgasse 22 befand, dem Kloster übereignet. Zu diesem gehörten auch einige Weinberge sowie eine Kelter, Bauern, Äcker und Wiesen. Als aufgrund der Universitätsgründung im 15. Jahrhundert Unterkünfte für Professoren und Studenten sowie Räume für Vorlesungen und für die Bibliothek gebraucht wurden, trat Graf Eberhard im Bart an das Kloster mit „ernstlich bitt und begehre“ heran, damit dieses ihm den Hof in der Münzgasse zu diesem Zweck unentgeltlich überließe. Dieser Hof war zwar bis dahin der größte, den das Kloster besaß, da er aber nicht der einzige Pfleghof des Klosters in der Stadt war, willigten Abt und Konvent von Bebenhausen ein.

#### Bedeutung des Pfleghofs
Grundsätzlich kann man sagen, dass ein Pfleghof den eigentlichen Traditionen und Gebräuchen der Zisterzienser widersprach. Denn Zisterzienserklöster, bzw. ihre Mönche verfolgten im Grunde eine abgeschiedene Lebensweise, in der man nur von dem lebte, was man selbst mit den Händen bewirtschaftete. Die Autarkie des Klosters stand also im Mittelpunkt. Dennoch konnten sich die Klöster der Verstädterung nicht entziehen, zumal ein Produktionsüberschuss und der Verkauf der Waren in der Stadt am geeignetsten war. Ebenfalls profitierten die Stadt und ihre Einwohner. Die Stadt wurde immer attraktiver für Kaufleute und die Bevölkerung konnte sich mit Lebensmitteln versorgen.

#### Die Marienkapelle im Pfleghof

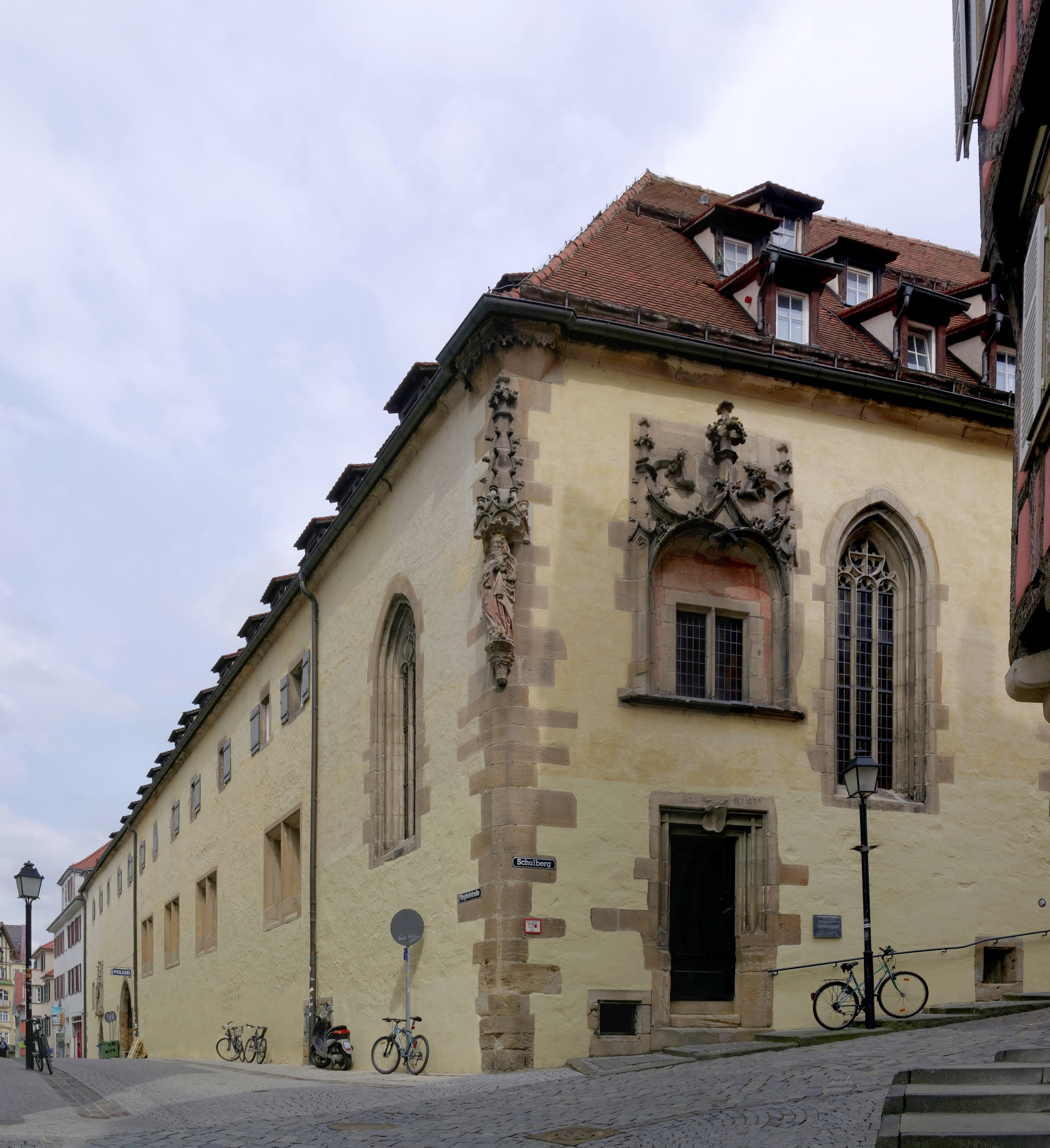
Der Bebenhäuser Pfleghof mit der Eingangstüre zur Marienkapelle

Eine Kapelle gehört zur Ausstattung eines jeden Kloster- oder Pfleghofes. Die Kapelle im neuen Tübinger Pfleghof war mehr als nur eine einfache Hauskapelle für die Mönche, wie sich aus ihrer Größe, Lage und Ausstattung schließen lässt. Weiterhin garantierte der Konstanzer Bischof bei ihrer Weihe jedem künftigen Besucher einen 40-tägigen Ablass, was wohl auch gegen eine einfache Hauskapelle spricht. Als Wahrzeichen der Kapelle steht in der zum Holzmarkt gerichteten Ecke eine Marienstatue, mit ihrem Kind. Bei ihr handelt es sich um die Schutzpatronin des Zisterzienserordens. Die Marienkapelle wurde im Zuge der Reformation profaniert und wahrscheinlich als Lager verwendet.
1881/82 funktionierte man die Kapelle zum offiziellen akademischen Musiksaal um, nachdem das Kameralamt sie im Sommer 1880 an die Universität übergab.

#### Reformation
Als Herzog Ulrich von Württemberg 1534 in seinem Land und in den landsässigen Klöstern die Reformation einführte, wurde das Kloster Bebenhausen aufgelöst.  Somit verloren auch der Pfleghof in Tübingen und seine Kapelle ihre geistliche Bedeutung. Während des Dreißigjährigen Krieges erfuhr die Kapelle noch einmal eine Wiederbelebung ihrer einstigen Funktion. Im Zuge des Resitutionsediktes von 1629 war im September 1630 wieder ein katholischer Abt in Bebenhausen eingezogen, Joachim Müller aus Pfullendorf. Es gelang ihm jedoch nicht, sich dauerhaft im Kloster zu halten. Durch die Bestimmungen des Westfälischen Friedens von 1648 war er gezwungen das Kloster an die Besitzer des Jahres 1624, also das Herzogtum Württemberg zurückzugeben. Dies war unvermeidlich. Dennoch versuchte er alles dagegen zu unternehmen. Schließlich kam es gar zur Besetzung des Pfleghofs. Im Januar 1649 reiste eine württembergische Kommission nach Tübingen und forderte die Besetzer zur Räumung des Gebäudes binnen einer Stunde auf. Um zu zeigen, wie ernst man es meinte, ließ der Schlosshauptmann Oberst Ogier Fuchs den Hof mit 14 Musketieren umstellen. Am nächsten Tag verließ Abt Joachim Müller die Stadt. Damit endete die „katholische Zeit“ des Klosters und seiner Stadthöfe endgültig. Der Pfleghof selbst blieb allerdings vorerst als Verwaltungshof bestehen. Erst im Zuge der Säkularisation von 1806, als die Klosterverwaltung aufgehoben wurde und der nun staatliche Besitz den verschiedenen Nachfolgebehörden, Ober- und Kulturämter zugeordnet wurde, kam es zu einschneidenden Veränderungen im Pfleghof.

#### Wirtschaftliche Nutzung
Im 19. Jahrhundert war der Pfleghof eines der wichtigsten Wirtschaftsgebäude der Stadt. Im Erdgeschoss befand sich die größte Kelter in Tübingen.
Im Keller befanden sich große Lagerräume. Des Weiteren befanden sich im Dachgeschoss weitere Lagerräume, etwa für Naturalien, und die Zehntscheuer.
Zwischen 1806 und 1807 wurde die selbstständige Verwaltung der Kirchengüter aufgehoben und mit dem, des Landesherren vereint. Von nun an übernahm das dafür Zuständige Kameralamt die Verwaltung. Durch Reformen mussten keine Abgaben mehr in Naturalien abgegeben werden, sondern ein festes Zehntgeld. Demzufolge fand über die nächsten 50 Jahre eine Umstrukturierung der Raumnutzung statt, die den umstrittenen Auszug der Kelter im Jahr 1859 zur Folge hatte. Neben den Lagerräumen fanden insgesamt 13 Pferde, 10 Rinder und mehrere Schweine und Hühner in Ställen Platz. Darüber hinaus hatte der Pfleghof Zugang zu einem eigenen Brunnen im Innenhof. Ab den 1820er Jahren wurden Teile des Landbesitzes verpachtet, so auch ab 1827 die Weinberge mitsamt der Kelter. Der wirtschaftliche Betrieb der Weinberge war aber – aufgrund von mehreren Abgaben und klimatischen Bedingungen – nicht rentabel für den Pächter. Von 1848 an wurden die Räumlichkeiten des Pfleghofs mehr und mehr vermietet und bspw. als Wohnung genutzt. Ab 1852 nutzten dann mehrere Handwerker, Kaufleute und Wirte die zu ihren Zwecken umgestalteten Räumlichkeiten.

#### Der Fechtsaal im Pfleghof
Das königliche Finanzministerium genehmigt am 27. März 1820 dem Universitätskameralamt die „Eichrichtung eines Fecht- und Voltigir Saals“ im Pfleghof Gebäude. Im gleichen Schreiben wird ein Betrag von 1407 Gulden veranschlagt, um den ehemaligen Fruchtboden im ersten Stock entsprechend ausgestalten zu können. Während des Ersten Weltkriegs bleibt der Fechtbetrieb im Pfleghof eingestellt.
Der Fechtsaal ist bis 1940 in Gebrauch.

#### Kaserne und Landjägerkommando
Aufgrund sozialer Konflikte und „vaterländischer Unruhen“ der Studenten, entsteht in Tübingen ein angespanntes Klima. Während es von 1825 bis 1829 einer Regierungskommission mit einer zwanzigköpfigen Polizeitruppe gelingt für Ruhe zu sorgen, kommt es in der Folge der Julirevolten 1830 im Jahr 1833 erneut zu Unruhen mit Studenten und Bürgern. Dieses Mal geht der König gegen sie vor und entsendet ein eigenes 300 Mann starke Militärkommando in die Stadt. Das Kommando bezieht im Pfleghof Quartier. Den Pferdestall im Südflügel funktioniert man zu einer Soldatenküche um. Das Kommando geht gegen die Studenten vor, die verhaftet, verhört und verurteilt oder von der Universität verwiesen werden.
1836 zieht der letzte Teil des Kommandos ab, lässt allerdings sicherheitshalber das Mobiliar da. Es wird erst 1842 herausgenommen. Vor dieser Aktion fällte der König bereits die Entscheidung dort ein Landjägerkommando zu stationieren. Im ersten Stock des Nordflügels wurde daraufhin eine Küche, eine Stube, eine Ruhekammer, eine Holzlege, eine Waschkammer, ein Wohn- und Dienstzimmer für den Kommandanten, als auch eine Schlafkammer für die vier Landjäger eingerichtet. Bis 1833 hatte das Kameralamt seine Registraturkammer und ein Vorratsmagazin in diesem Stockwerk. Noch früher befand sich dort der Heu- und Strohboden der Kamerals-Beamten.

#### Akademischer Pfleghof
Im Zuge der Raumnutzungsumstrukturierung erwarb die Eberhard-Karls-Universität immer mehr Räume. So auch 1820 den neu eingerichteten Fechtsaal, der bis 1940 in Benutzung blieb, und 1860 erwarb sie auch den Turnsaal. 1881 wurden die Archäologische Sammlung, der Tanzsaal und der Musiksaal der Universität eingerichtet. Im Laufe der Jahre wurde der Pfleghof somit nach und nach „akademisiert“.

### Erster Weltkrieg
Während des Ersten Weltkriegs, nutzte das Heer den Pfleghof, wie auch das Schloss, das katholische Konvikt, die Alte Aula und das Forstwirtschaftliche Institut als Massenquartier für Soldaten. Im Herbst 1914 war der Pfleghof mit 220 Mann, ab August 1915 mit 100 Mann belegt. Gegen Ende des Krieges funktionierte man den Pfleghof schließlich zu einem Lazarett für Leichtkranke um. Die hygienischen Verhältnisse dort waren jedoch sehr schlecht. Zudem reichten die Räume nicht für die Verletzten aus, sodass man einige Verwundete in der Einfahrt niederlegen musste. 1920 wurden dem Kameralamt, als Entschädigung für die Belegung von 1914 bis 1919 eine Summe von 14 512 Mark ausgezahlt, „zur umfassenden Reparatur sämtlicher Räume.“

### Zweiter Weltkrieg
Im September 1940 übernahm das Militär das ganze Musik-Institut, das Fecht-Institut, den Dachboden sowie den großen Keller unter der Kapelle. Den Keller baute man zu einem Luftschutzraum um. Zuerst war dort die 2. Kompanie des I. Bataillon-Infanterie-Regiments 35 stationiert und ab 17. Februar 1941 die Einheit 07540D des Heeres der Wehrmacht.
Bei der Bombardierung Tübingens, in der Nacht vom 15. auf den 16. März 1944 wurde auch der Pfleghof beschädigt. Wie bei fast allen Gebäuden in der Mühlstraße drückte die Explosion einer Bombe, welche das Uhlandhaus an der Neckarbrücke völlig zerstörte, sämtliche Fensterscheiben des Pfleghofs ein. Zudem deckte der Luftdruck der Explosion große Teile des Dachs auf dem Südflügel ab.
Im Januar 1945 nutzte man den Pfleghof als Ausbildungslager des Volkssturms. Als die Franzosen im April 1945 in Tübingen einmarschierten kam es zunächst zu Plünderungen des Pfleghofs. Schließlich richteten sich die Franzosen dort häuslich ein.

### Nachkriegszeit
Im Südflügel und im großen Saal waren nun das Musik-Institut mit musikwissenschaftlichen Seminar, das Landesmusikarchiv, das Collegium musicum sowie die Wohnung der Hausmeisterin und ihrer Familie untergebracht. Der Nordflügel des Gebäudes diente als Polizeistation mit Beamtenwohnungen. Der Pfleghof, der bisher besonders wirtschaftlichen Zwecken vorbehalten war, fand nun erstmals eine Nutzung zu wohltätigen Zwecken. So wird der im Westflügel befindliche, ehemalige Fechtsaal ab August 1946 an den Württembergischen Wohlfahrtsverband (später als Arbeiterwohlfahrt bekannt) vermietet. Es entsteht ein Übernachtungsheim für bis zu 40 Personen. Darüber liegende Räume werden zwischen 1947 und 1948 zu einem freien Studentenwohnheim ausgebaut. Die günstigen Räume erfreuten sich auch bei Durchreisenden großer Beliebtheit, da durch die Besatzungsvorschriften eine Ausgangssperre ab 22 Uhr herrschte und sich niemand mehr auf den Straßen aufhalten durfte. Später, als sich die Vorschriften lockerten wurden die Betten mehr und mehr an Obdachlose vergeben. 1967 löst die Arbeiterwohlfahrt ihr Übernachtungsheim auf. Die Räume werden an unterschiedliche Vereine vergeben. Beispielsweise richten sich hier der Deutsche Kinderschutzbund, die Bewährungshilfe des Landgerichts, die Rechtsberatung des Deutschen Sozialwerks und die Telefonseelsorge ein.
Der große Saal wurde Anfang der 1960er Jahre aufgrund von Renovierungsarbeiten an den Kirchen sowohl für katholische, als auch protestantische Gottesdienste genutzt. Da der Saal allerdings nur für 450 Personen bestuhlt werden kann, mussten mehrmals am Tag Gottesdienste abgehalten werden.

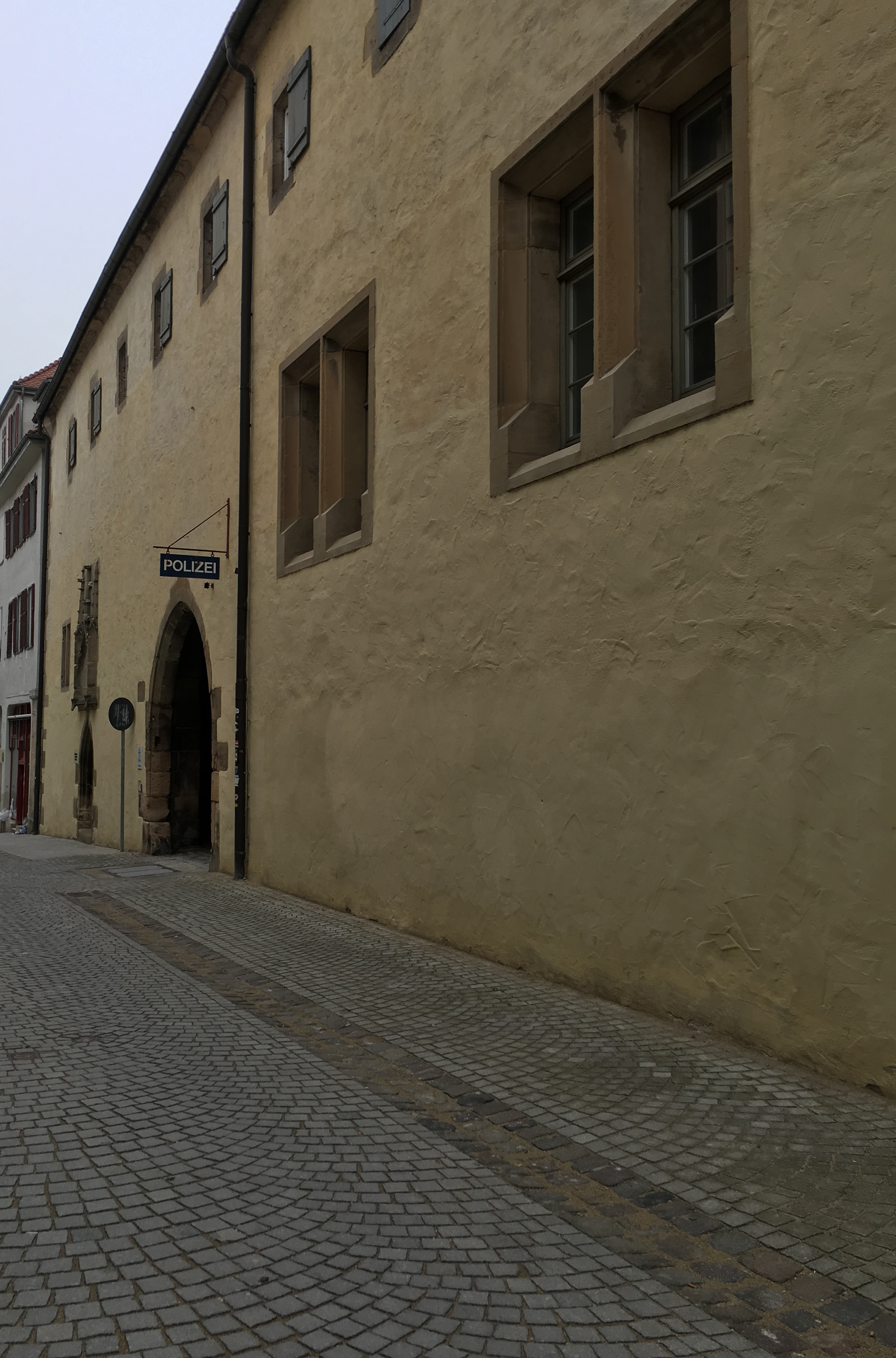
Blick auf den Eingang zum Pfleghof, Polizeiposten und Studentenwohnheim